# George B. Shaw
Nicht zu verwechseln mit dem Schriftsteller George Bernard Shaw

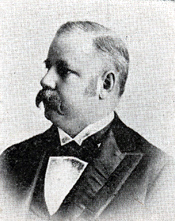
George B. Shaw

George Bullen Shaw (* 12. März 1854 in Alma, Allegany County, New York; † 27. August 1894 in Eau Claire, Wisconsin) war ein US-amerikanischer Politiker. Zwischen 1893 und 1894 vertrat er den Bundesstaat Wisconsin im US-Repräsentantenhaus.

## Werdegang
Bereits im Jahr 1856 kam George Shaw mit seinem Vater nach Eau Claire in Wisconsin, wo er die öffentlichen Schulen besuchte. Danach studierte er bis 1871 am International Business College in Chicago (Illinois). Nach seiner Rückkehr nach Wisconsin wurde Shaw im Holzgeschäft tätig. Gleichzeitig begann er als Mitglied der Republikanischen Partei eine politische Laufbahn. Zwischen 1876 und 1887 gehörte er dem Gemeinderat von Eau Claire an, von 1888 bis 1889 war er Bürgermeister dieses Ortes. 1884 nahm er als Delegierter an der Republican National Convention in Chicago teil, auf der James G. Blaine als Präsidentschaftskandidat nominiert wurde.
Bei den Kongresswahlen des Jahres 1892 wurde George Shaw im siebten Wahlbezirk von Wisconsin in das US-Repräsentantenhaus in Washington, D.C. gewählt, wo er am 4. März 1893 die Nachfolge des Demokraten Frank P. Coburn antrat. Shaw konnte seine eigentlich bis zum 3. März 1895 laufende Legislaturperiode im Kongress nicht beenden, weil er am 27. August 1894 starb. Er wurde in Eau Claire beigesetzt.